# Viña Santa Carolina
Viña Santa Carolina es una empresa vitivinícola chilena, filial del holding Watt's S.A. Fue fundada por Luis Pereira Cotapos, en Macul, en 1875. A 2019, la empresa era propietaria de 1000 hectáreas de cultivos de vid, con operaciones en los valles del Maipo, Leyda, Rapel, Maule e Itata, los que sumado a otros 1000 proveedores externos asociados de vid, producían ventas anuales en torno a los 25 millones de botellas de vino, distribuidas y comercializadas en 80 países.

## Historia
Fue fundada en 1875, en Santiago, por Luis Pereira Cotapos, quien la llamó Viña Santa Carolina por su señora, Carolina Iñiguez. Dos años más tarde, bajo las órdenes del arquitecto Emilio Doyere, comenzaron a construirse las bodegas de la viña, en territorios que actualmente pertenecen a las comunas de Ñuñoa y Macul, las cuales fueron declaradas monumento nacional en 1973. Para preparar los vinos se contrató en Europa al enólogo Germain Bachelet, quien habitó una casa continua a las bodegas, siendo actualmente esa casa  el museo de la Viña.
La viña original ocupaba un amplio terreno en la zona rural inmediatamente al sur de la ciudad de Santiago de ese entonces, llegando a abarcar desde la actual construcción del corredor Vicuña Mackenna hasta Pedro de Valdivia y hasta el Zanjón de la Aguada por el sur. La viña duró hasta 1967 cuando se realizó la última vendimia en la viñas cercanas, antes de ser eliminadas por las presiones  inmobiliarias del crecimiento de la ciudad. Sin embargo las bodegas continuaron en uso para procesar y envejecer los vinos ahora provenientes de otras viñas del valle.
Más tarde la viña fue adquirida por José Olavarrieta y sus hijos. En 1974 fue comprada por la familia Larraín. En 2004 pasa a ser filial de la compañía Watt's S.A.
En 2012 realizó una reinauguración de sus instalaciones las cuales habían sufrido importantes daños luego del terremoto que afectó a gran parte de Chile en 2010, creándose un parque interno transformando el lugar en un pulmón verde dentro de la ciudad.

## Las bodegas

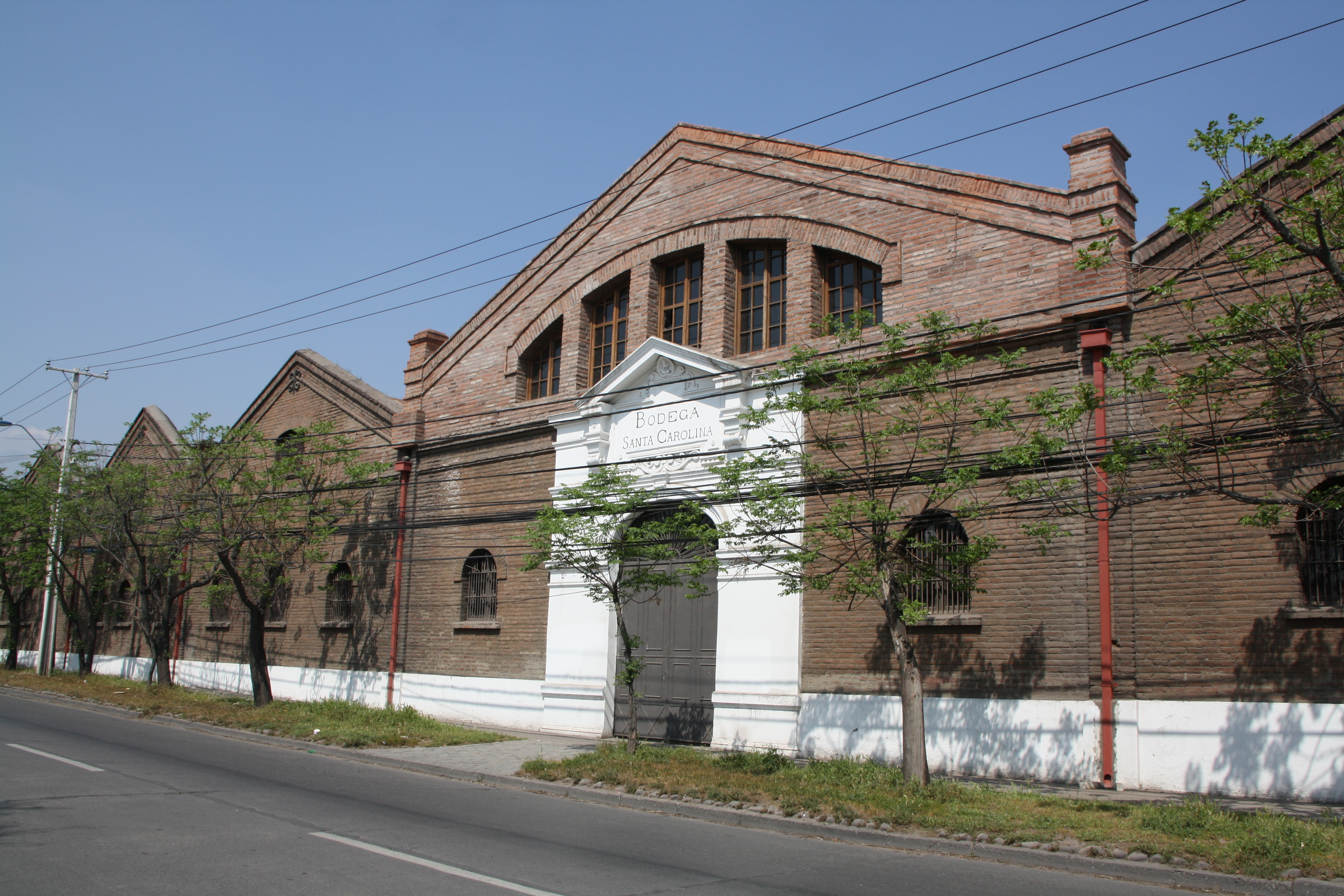
Bodegas de la viña Santa Carolina en Santiago de Chile.

Las bodegas fueron construidas en tres etapas, entre 1877 y 1898. Están compuesta por tres naves en forma de U abierta hacia el Norte, y una bodega subterránea formada por una bóveda de ladrillo en forma de arco carpanel, con muros de piedra canteada y el piso fue de simple de tierra apisonada. El objetivo fue mantener las temperaturas estables para facilitar el envejecimiento del vino. 
En su exterior el arquitecto hizo construir una fachada de siete frentes en estilo neoclásico. El Consejo de Monumentos Nacionales, conforme a la ley 17288, las declaró monumento histórico en 1973.

## Marcas
- Herencia
- Reserva de Familia
- VSC
- Tres Estrellas
- Barrica Selection
- Reserva

## Valles

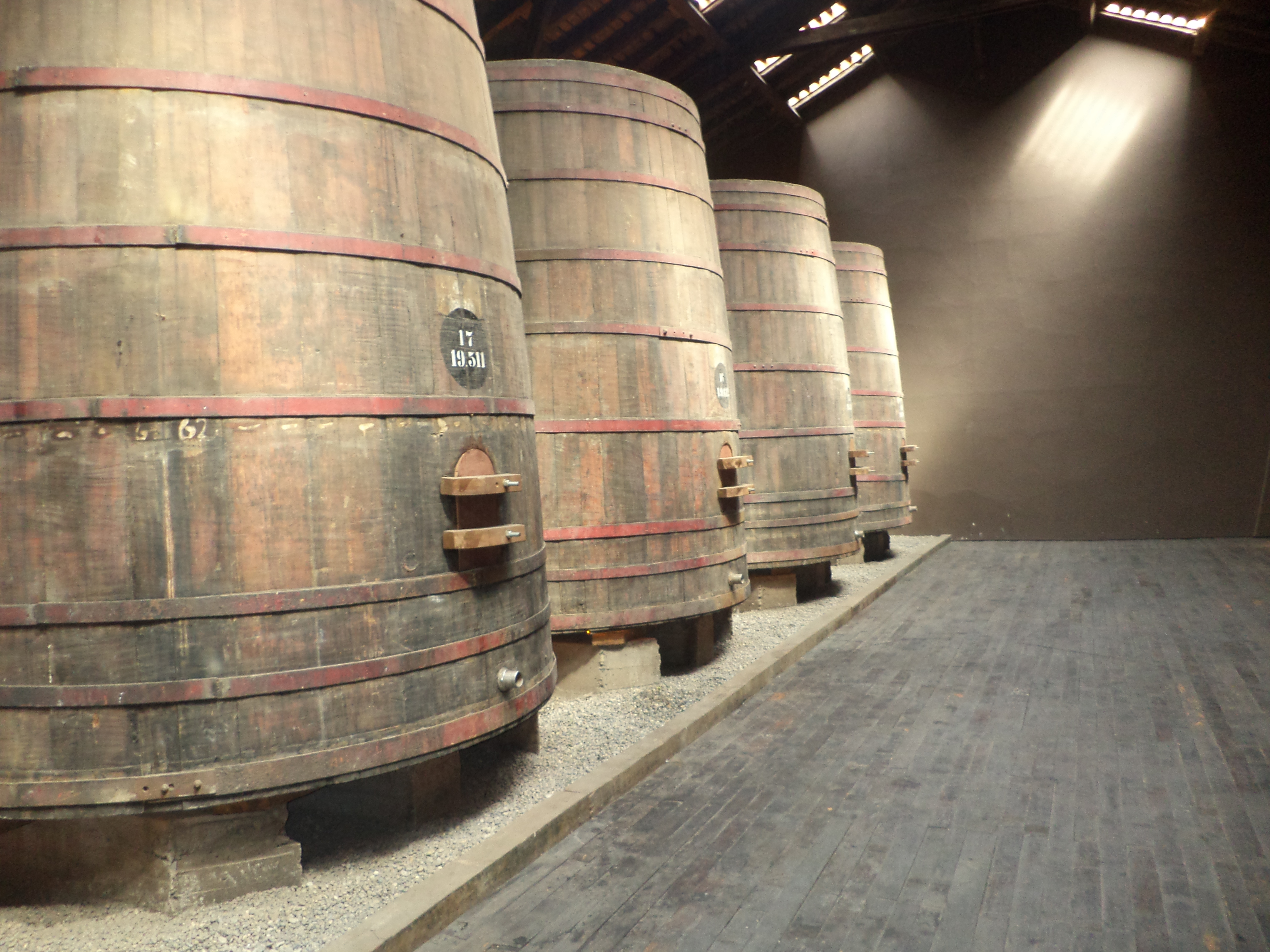
Toneles en la bodega subterránea de calle Rodrigo de Araya.

- Casablanca: Por su cercanía al mar, sus suelos reciben abundantes brisas costeras con temperaturas promedio de 15 °C. La producción de este valle se concentra en cepas blancas: Chardonnay, Sauvignon Blanc, Gewürztraminer y cepas tintas de clima frío como el Pinot Noir.
- Leyda: Este valle ubicado a 8 kilómetros del Océano Pacífico, tiene  condiciones de frío durante el invierno y verano y una alta influencia marina que permiten la producción de Chardonnay, Pinot Noir, Sauvignon Blanc, Syrah y Riesling.
- Maipo: El clima de la zona es de tipo mediterráneo con estaciones bien definidas y bajo riesgo de lluvias durante la vendimia, lo que resulta en unas condiciones idóneas para el cultivo de la viña y la producción de tintos de calidad. Las cepas qua Santa Carolina cosecha en este valle son Barrica Selection Cabernet Sauvignon, Reserva de Familia Cabernet Sauvignon y el Specialties Coastal Hills Syrah.
- Cachapoal: Zona de días cálidos, moderados por noches frescas, debido a la influencia del océano Pacífico. Los inviernos son fríos y lluviosos. Aquí se producen la marca "Herencia" y "VSC".
- Colchagua
- Maule